# Heralt Schöne
Heralt Schöne (* 5. Februar 1963 in Köln) ist ein deutscher Ingenieurwissenschaftler. Er ist Professor für Ver- und Entsorgung an der Hochschule Neubrandenburg.

## Leben
Der Sohn von Armin und Monika Schöne, geb. Herbold, erwarb nach zwölf Jahren das Abitur am Ratsgymnasium Osnabrück. Er studierte von 1981 bis 1987 Maschinenbau an der Technischen Universität Braunschweig. Er wurde 1982 Mitglied der Braunschweiger Burschenschaft Thuringia. In der Zeit von 1988 bis 1992 war er als Projektingenieur, seit 1991 Projektleiter, am Fraunhofer-Institut für Materialfluss und Logistik in Dortmund tätig. Er promovierte 1992 an der Universität Dortmund, Fakultät Maschinenbau, mit dem Thema „Optimierung der Hausabfallsammlung mit Aufbauwechselsystemen durch kombinierte Standort- und Tourenplanung“ zum Dr.-Ing., Doktorväter waren Reinhardt Jünemann und Erich Bahke.
Von 1993 bis 1997 war Schöne in der Industrie und als Berater tätig und seit Mitte 1997 wieder in der Wissenschaft. Bis 2002 war er als Hochschuldozent für Umweltschutz am Institut für Verfahrenstechnik und Umwelttechnik der TU Dresden tätig. Im September 2002 folgte er dem Ruf als Professor für Ver- und Entsorgung an die Hochschule Neubrandenburg. Die Widmung wurde 2007 erweitert um Anlagen- und Automatisierungstechnik. Sein Arbeits- und Forschungsschwerpunkt liegt auf der anaeroben Abwasser- und Abfallbehandlung (Biogastechnik) für die Lebensmittelindustrie und Landwirtschaft.
Seit 2010 unterhält er intensive Kontakte zu Forschungseinrichtungen und Universitäten in Südamerika, vor allem Brasilien und Chile; daraus resultierend entstanden Kooperationsvereinbarungen zwischen der Hochschule Neubrandenburg und der Universität Blumenau, Brasilien (FURB), der Universidade Federal de Santa Catarina in Florianopolis und dem Instituto Mauá de Tecnologia in São Paulo sowie die Beteiligung der Hochschule Neubrandenburg an dem brasilianischen Stipendiatenprogramm Sciencia Sem Fronteiras. 2012 beteiligte er sich an der Gründung eines An-Institut der Hochschule Neubrandenburgs für Biogastechnologie. Seit 2018 ist Schöne Prodekan des Fachbereiches Agrarwirtschaft und Lebensmittelwissenschaften.
Schöne ist verheiratet und hat 4 Kinder.

## Forschung; Patente, Erfindungen

### Forschung
Neben der Lehre entwickelte Schöne
- eine Methode für die kostengünstige Langzeitlagerung von Biogas-Mikroorganismenkulturen unter weitgehender Beibehaltung ihrer Wirksamkeit
- Mineralfilter zur Abscheidung von Formaldehyd für die Motorabgase von Biogasmotoren
- Hochleistungsreaktor für die Monofermentation von Schweinegülle für Betriebe in Südbrasilien, der durch Biomasserückhaltung mit wesentlich geringerer Baugröße arbeitet als sonst üblich[4]
- Anlagenkonzept für die Vergärung von Vinasse und weiteren Reststoffen für die brasilianische Zuckerindustrie.

Einer der derzeitigen Forschungsschwerpunkte ist die Herstellung von transportwürdigem Wirtschaftsdünger aus Gärresten.

### Patente/Erfindungen
- Pumpspeicherkraftwerk, bestehend aus Wasserspeicherbecken mit einem höheren und einem tieferliegenden Wasserspiegel, Az. 10 2008 019 504.9 DPMA.[5]
- Schlammpufferspeicher für Biogasanlagen, deutsche Patentanmeldung vom 27. August 2007, Aktenzeichen 10 2007 040 622.5.[6]
- PCT/EP2006/011677, Verfahren zur Erhöhung der Pressausbeute bei Fruchtsäften, gem. mit S. Bolenz und G. Nagel, internationale Patentanmeldung, deutsches Patent erteilt.[7]
- DE 197 52 911 A 1, Verfahren, bestehend aus Teilverfahren, zur Heizwerterhöhung durch Trocknung und energetischen Nutzung von Abfällen und anderen brennbaren Stoffen, mit K. Ruge.[8]
- DE 198 36 946 A1, Verfahren zur Vorbereitung von kontaminiertem Bauschutt für die mikrobiologische Dekontamination in Mieten sowie Vorrichtung zur Durchführung des Verfahrens, mit B. Gemende, M., Acksel, G. Müller und K.-H. Schurig.[9]
- DE 100 65 941 A 1 / PCT WO 01/45755 A3: Verfahren und Applikator zum Nachweis der Reinigung und/oder Desinfektion von Flächen oder Gegenständen, mit L. Jatzwauk.[10][11]
- DE 10024133 A1, Einrichtung und Verfahren zur Reinigung von Röhren und Schläuchen, mit L. Jatzwauk.[12]

## Externe Gremien
- 1996 Leitung eines Arbeitskreises zur nachhaltigen Regionalentwicklung des Regionalforums Bitterfeld-Dessau-Wittenberg, Thema: Verkehr, Ver- und Entsorgung, regionale Verflechtungen
- 1998–2002 Fachbeirat Abfall des Sächsischen Staatsministeriums für Umwelt und Landwirtschaft
- 2003–2006 Wissenschaftlicher Beirat des Umweltministers Mecklenburg-Vorpommern
- Prüfer für die Zulassung von Umweltgutachtern nach dem Umweltauditgesetz für die Deutsche Akkreditierungs- und Zulassungsgesellschaft für Umweltgutachter mbH
- 2018 Schöne wurde als ordentliches Mitglied der Klasse IV – Naturwissenschaften in die Europäische Akademie der Wissenschaften und Künste gewählt

## Veröffentlichungen (Auswahl)
Seit 1998 hat Heralt Schöne über 90 Veröffentlichungen im Bereich Logistik, Projektmanagement, Standortplanung, Ver- und Entsorgung, Hygiene und Energie veröffentlicht. Vergleiche hierzu die einschlägige Seite der Hochschule Neubrandenburg.

### Bücher
- Optimierung der Hausabfallsammlung mit Aufbauwechselsystemen durch kombinierte Standort- und Tourenplanung. Verlag Praxiswissen, Dortmund 1993, ISBN 3-929443-16-3.
- Standortplanung, Genehmigung und Betrieb umweltrelevanter Industrieanlagen. Springer Verlag, Berlin 2000, ISBN 3-540-65293-0.

### Buchbeiträge und Fachaufsätze
- mit L. Jatzwauk: Ultraschall – ein wichtiger, aber bisher nicht standardisierter Faktor bei der Instrumentenaufbereitung. In: aseptica. 2/2000.[14]
- mit L. Jatzwauk, T. Loos und A. Niemann: Standardisierung der Ultraschallreinigung medizinischer Geräte – Einfaches Verfahren zur Validierung. In: Krankenhaustechnik. 12/2000.[15]
- mit L. Jatzwauk und H. Pietsch: How to Improve Instrument Disinfection by Ultrasound. In: Journal of Hospital Infection. Band 48, 2001, S. 80–83. PMC 1241845 (freier Volltext)
- mit L. Jatzwauk und A. Niemann: Prüfverfahren für die Ultraschallreinigung. In: Metalloberfläche. 5/2001.[16]
- mit L. Jatzwauk: Quality Control of Disinfection in Ultrasonic Baths. In: U. Neis (Hrsg.): Ultrasound in Environmental Engineering. II, (TUHH Reports of Sanitary Engineering 35). 2002, S. 129–136.[17]
- Was kommt nach dem Öl? In: Technische Rundschau. 19/2005, S. 70–72.[18]
- Umweltschutz in der Lebensmittelproduktion. Kap. 9.6 In: H.-D. Tscheuschner (Hrsg.): Grundzüge der Lebensmitteltechnik. 3. Auflage. Behr’s Verlag, Hamburg 2004, ISBN 3-89947-085-0.
- Tierkörperbeseitigung. Kap. 19 In: Axel Kramer, Ojan Assadian (Hrsg.): Wallhäußers Praxis der Sterilisation, Desinfektion, Antiseptik und Konservierung. Thieme-Verlag, Stuttgart 2008, ISBN 978-3-13-141121-1, S. 401–410.
- mit M. Rüsch gen. Klaas: Direct, High-Yield Conversion of Cellulose into Biofuel as Platform Chemicals-On the Way to a Sustainable Biobased Economy. In: ChemSusChem. 2009, 2, S. 1–3.[19]
- mit M. Rüsch gen. Klaas: Biogene Kraftstoffe – Potenziale und Grenzen. In: Chemie Ingenieur Technik. 7/2009.[20]
- mit A. Speetzen, A. Barchfeld, V. Hoffmann und M. Zillmann: Long Time Storage of Biogas Microorganisms at Low Costs. In: IBBK (Hrsg.): Progress in Biogas. II, Tagungsband, 2011.[21]

## Ehrenamtliches Engagement
- Mitglied des Landesvorstandes des Hochschullehrerbundes Mecklenburg-Vorpommern[22]
- Initiierung und aktive Förderung des Dresdner Neustadt Kunst-Projekt Fischladen[23]
- Mitglied des Bundesvorstandes des Vereins für Deutsche Kulturbeziehungen im Ausland (VDA)[24]
- Mitwirkung im deutsch-polnischen Länderausschuss von Rotary International
- Aktives Mitglied und seit 2017 Präsident des Rotary Clubs Ueckermünde-Pasewalk-Stettiner Haff